# シング・フォー・ミー、ライル
『シング・フォー・ミー、ライル』（原題：Lyle, Lyle, Crocodile）は、2022年のアメリカ合衆国の実写アニメーションミュージカルコメディ映画。監督はジョシュ・ゴードン、ウィル・スペックが務め、バーナード・ウェーバーの児童書『ワニのライル、動物園をにげだす』とその前日譚の『ワニのライルがやってきた』を翻案している。コロンビア ピクチャーズとイーグル ピクチャーズ、TSGエンターテインメント IIが共同製作し、ソニー・ピクチャーズ・リリーシングが配給を務めた。

## あらすじ
ニューヨークに住む売れないマジシャンのヴァレンティは、マジックの小道具として歌う赤ちゃんワニを手に入れ、ライルと名付けた。ライルを訓練し、起死回生のショーを開くヴァレンティ。だが、シャイなライルは大観衆に怯え、声を出せなかった。ショーの失敗で更に借金を抱えたヴァレンティは、ライルを住居に残したまま雲隠れし、18ヶ月間が経過した。
ヴァレンティの住居は、大きな古いお屋敷を分割したアパートの屋根裏部屋だった。そのアパートの上階に越して来るプリム一家。一人息子のジョシュは臆病で大都会に馴染めなかったが、屋根裏部屋で大きく成長したワニのライルを発見し、やがて2人は親友になった。
暗くなると街に出て、こっそり残飯をあさるライル。ライルに付いて歩くうちにニューヨークに慣れて行くジョシュ。学校ではトルーディという活発な少女と友達になれた。ライルは言葉を喋らないが、親しい人の前だけでは見事に歌い踊り、歌詞で気持ちを伝えることを知るジョシュ。ジョシュの両親がライルの存在に気づいた頃に、18ヶ月ぶりにヴァレンティが戻り、奇妙な共同生活が始まった。
無理にライルをショーに引っ張り出すヴァレンティ。だが、またしてもライルは舞台で絶句した。やがて、ライルとヴァレンティが部屋で歌い踊る騒音がアパートで問題になった。階下の住人の通報で鳥獣管理局に捕獲され、動物園で普通のワニたちと一緒に飼われるライル。
ライル捕獲の際に一度は逃げたが、後悔し戻って来るヴァレンティ。ヴァレンティと協力したジョシュは、ライルを動物園から連れ出すことに成功した。ライルが自由を得るためには、人前で歌い、才能を示すしかない。そう考えたジョシュはライルをテレビのスター発掘番組に飛び入り参加させ、ライルはジョシュのために見事な歌声でショーを成功させた。
裁判所からアパートで暮らすことを認められるライル。シャイなライルにショーを続ける意思はなかったが、プリム一家との楽しい生活は約束された。

## キャスト
※括弧内は日本語吹替
- ライル：ショーン・メンデス（大泉洋[2]）

歌の才能を持つイリエワニ。しかし、シャイな性格ゆえに親しい人の前でしか歌えない。
- ジョシュ・プリム：ウィンズロウ・フェグリー（英語版）（宮岸泰成）

新しい環境に適応することに苦労している内気な少年。気管支喘息を患っている。
- ヘクター・P・ヴァレンティ：ハビエル・バルデム（石丸幹二[3]）

ライルの飼い主でありマジシャン。お調子者だが世渡り下手で常に借金を抱えている。
- ミセス・プリム：コンスタンス・ウー（水樹奈々[3]）

ジョシュの継母であり、ミスター・プリムの妻。食品添加物に嫌悪感をいだき、毎日トレーニングを欠かさない。
- ミスター・プリム：スクート・マクネイリー（関智一）

ジョシュの父親でミセス・プリムの夫。学生の頃はレスリング選手だった。現在は堅実で生真面目な教師。
- ミスター・グランプス：ブレット・ゲルマン（英語版）（吉野貴宏）

プリム一家の階下の住人。騒音を嫌い、ライルが原因だと知るとアパートから追い出そうと画策する。愛猫のロレッタには甘いが、口も性格も悪い男。
- トルーディ：リリック・ハード

ジョシュのガールフレンド。歌とダンスでオーディション番組への出場を狙っている。
- キャロル：エゴ・ノワディム（英語版）

ミスター・プリムが赴任した学校の庶務。　　　　　　　　　　　　　　　　　　　　

## 公開
本作は2022年10月7日にソニー・ピクチャーズ リリーシング配給により公開された。日本では2023年3月24日に公開された。